# Fortis Championships Luxembourg 2008
Fortis Championships Luxembourg 2008 var en tennisturnering som spelades på hardcourt inomhus. Det var den 13:e upplagan av Fortis Championships Luxembourg, och den var en del av WTA Tier III på WTA-touren. Den spelades i Luxemburg, Luxemburg, mellan 20 och 26 oktober.

## Mästare

### Singel
Jelena Dementieva besegrade  Caroline Wozniacki, 2-6, 6-4, 7-6(4).
- Det var Dementievas tredje titel för året och elfte totalt.

### Dubbel
Sorana Cirstea /  Marina Erakovic besegrade  Vera Dusjevina /  Marija Koryttseva, 2-6, 6-3, 10-8.